# Традиціоналізм

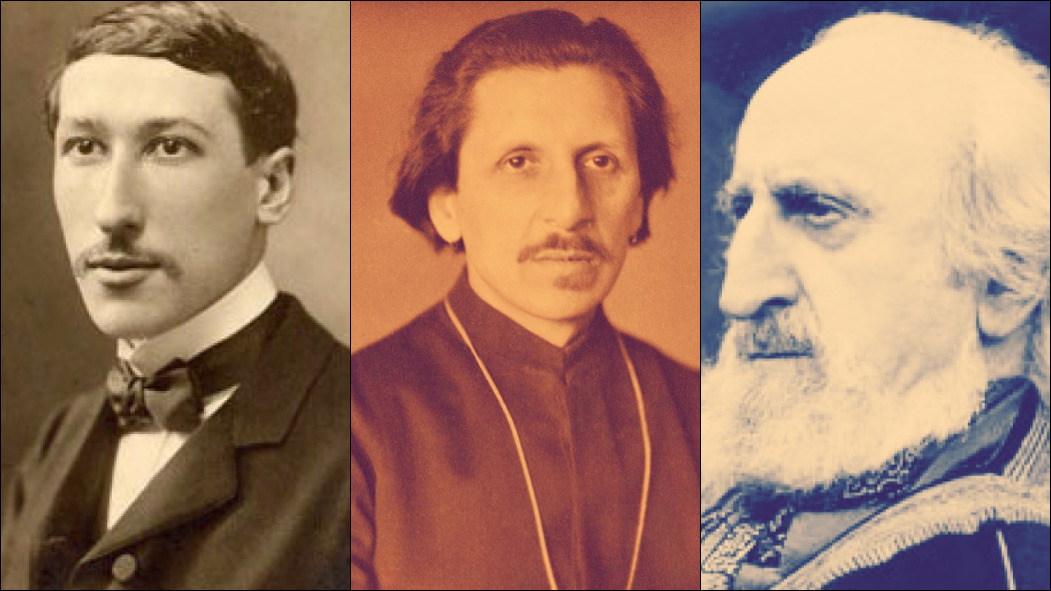
Одні з представників традиціоналізму, зліва направо: Рене Генон, Ананда Кумарасвамі та Фрітьоф Шуон.

Традиціоналі́зм — це сукупність філософських позицій, що об'єднуються навколо теорії про Примордіальну традицію, яка своєю чергою спирається на метафізику, містику, езотеричні вчення та гнозис. Ця течія вирізняється яскраво вираженою критикою сучасного суспільства, яке вона звинувачує у відході від Традиції, себто божественного, сакрального і традиційного, що призвело до переваги раціоналістичного, матеріалістичного і прогресивного світогляду.

## Зміст
Традиціоналізм як доктрина стверджує, що Бог дав первинне об'явлення (див. також джерела права, символ віри) людству, яке має передаватися як традиція з покоління в покоління. Ця традиція слугує джерелом знання і критерієм для визначення істини. Термін «традиція» має латинське походження. Українською мовою латинське traditio можна перекласти як передання або передавання, передача (tradere — передавати); близьким за значенням є інше слово латинського походження — трансляція. У своєму первісному мовному контексті «traditio» могло означати просторове переміщення матеріальних об'єктів.
Натомість у неоліберальному світі, вживаючи це поняття, ми в більшості випадків говоримо про передачу не матеріальних речей, а інформації й не в просторовому, а в часовому вимірі — з минулого в майбутнє. При цьому під поняттям традиції можна розуміти як сам процес передачі, так і її зміст (тобто те, що передається). Якщо навести грубе порівняння, можна сказати, що традиція — це і вантажівка (яка, щоправда, їде не дорогою, а віссю часу), і вантаж, який вона везе. Перший аспект розуміння поняття традиції краще відображають українські слова передавання та передача, другий — передання.

## Історія
Традиціоналізм ґрунтується на філософських та езотеричних ідеях, які можна простежити до інтерпретацій платонізму та герметичних вчень Марсіліо Фічіно, який постулював ідею про зв'язок між численними релігіями Стародавнього Сходу, античності та пізньої античності, припускаючи, що ці релігії вказують на спільну істину, тим самим розглядаючи релігії як тимчасові явища однієї й тієї ж істини. Його моністичний підхід був спрямований на реорганізацію різноманітності. Більш радикальний, ніж Ніколас Кузанський у своїй праці «De pace fidei», який приписував частку істини всім релігіям, якщо ця частка ототожнювалася з християнством, Фічіно опосередковано релятивізував одкровенну природу християнства за допомогою своєї порівняльної деривації.
У Франції Жозеф де Местр і Луї-Габріель-Амбруаз де Бональд створили інтегральну перспективу, засновану на християнстві. Цю перспективу значно розвинув молодий Фелісіте де Ламенне. Серед інших представників — Огюстен Баррюель, П'єр-Симон Балланш та Огюстен Боннетті. Вони відкидали індивідуальний розум як єдину основу політичної дії, стверджуючи, що суб'єктивна воля людини повинна бути підпорядкована християнському одкровенню. Відмова від автономії, самозаконодавства та ліберальної концепції свободи була мотивована антипросвітницькими настроями. Таким чином, вони перенесли ідею a philosophia perennis на політику. Хоча пізніші традиціоналісти частково відмовилися від ототожнення християнської ортодоксії та істини, припускаючи, що християнство є лише тимчасовою реальністю істини або що це ототожнення розглядається з точки зору його невіддільної приналежності до первісної релігії, з'явилися численні ідеологічні елементи, такі як інтерпретація сучасності як аберації й подальша вимога радикального розвороту, а також антиматеріалізм католицької реакції.
Окрім неоплатонізму епохи Відродження та інтегралізму реакції, найважливішими історичними джерелами інтегрального традиціоналізму вважаються езотерика теософа Луї Клода де Сен-Мартена, який вже вплинув на де Местра, та вчення Антуана Фабра д'Оліве.

## Деякі постулати традиційного вчення

### Надлюдьке походження Передання
За словами Жана-Поля Ліппі (фр. Jean-Paul Lippi), фахівця з дослідження Еволи, усі традиціоналісти одностайні в питанні генезису Традиції: вона не походить від людей, а походить із зовнішнього і трансцендентного джерела, відкритого людству..

### Передача знань і традиційні форми
За словами Мішеля Мірабаїла (фр. Michel Mirabail): «Ідея Традиції передбачає передачу знань і фундаментальний характер цих знань з огляду на підходи культури, релігії, ініціації».
Ліппі: «Отже, якщо Традиція складається з передачі об'явленого знання, і якщо це знання є „унікальним за своєю суттю“, використовуючи вираз Еволи, то з цього обов'язково випливає, що різні історично ідентифіковані традиційні форми є одночасно і аналогічними, і умовними». За словами Рене Генона, «справжній традиційний дух, яку б форму він не приймав, в основі своїй однаковий скрізь і завжди; різноманітні форми, спеціально пристосовані до певних ментальних обставин, до певних обставин часу і місця, є лише вираженням однієї і тієї ж істини».

### Іманентність трансцендентності
Школа Традиції не відкидає дуальності Природи і Духа, або земного і надземного; вона стверджує, що дуалістичне бачення вирішується, у випадку досконалого мудреця, в єдину свідомість. Таким чином, традицію можна визначити, згідно з Еволою, як «іманентну трансцендентність, тобто реальну присутність нелюдського в людському, через певних істот або в елітах. […] Як „іманентна трансцендентність“, Традиція стосується не абстракції, яку можна споглядати, а енергії, яка, хоч і невидима, але не менш реальна». Евола пояснює, що це «трансцендентність по відношенню до всього, що є суто людським, фізичним, натуралістичним і матеріалістичним, але не є, таким чином, чимось абстрактним і відокремленим». Це пояснює, чому «в історичній реальності можна виявити присутність надісторії (форми) в історії (матерії), трансцендентності в іманентності».

### Концепція часу: вчення про цикли
Хронологічна лінійність є сучасною концепцією. Так, одним зі спільних моментів традиційних доктрин є теорія циклів. За словами Стефана Франсуа (фр. Stéphane François), «ця теорія ґрунтується на ідеї, що в межах кожного циклу кожна культура, кожна цивілізація чи кожна людська група проходить шлях від досконалості до духовного занепаду і матеріалізму, причому кожен цикл сам по собі є деволюційним, тобто має тенденцію до все більшого занепаду». Таким чином, як підкреслює Ален де Бенуа (фр. Alain de Benoist): 
«історія людства інтерпретується як „метафізична ентропія“, як падіння, деградація, занепад від початкового первісного стану. Всі традиційні автори вбачають у сучасній епосі час Калі-юги, тобто апогей найтемнішої епохи, кінцеву фазу духовного занепаду. Конфлікт між Традицією і антитрадицією викристалізовується дійсно як декаданс […]. Протистояння між традиційною думкою та ідеологією прогресу є, таким чином, тотальним і водночас абсолютно симетричним (але перевернутим): все, що сучасна свідомість аналізує як прогрес, традиціоналістська школа трактує як занепад: Ренесанс — це падіння, філософія Просвітництва — затьмарення».

### Традиція і плюралізм релігій
Відкидаючи ідею прогресу і парадигму Просвітництва, автори-перенніалісти описують сучасний світ як занепадаючу псевдоцивілізацію, в якій проявляються найгірші сторони кінцевої епохи нашого людства — залізної доби грецької міфології або Калі-юги — темної епохи індуїстської космології. «Сучасній помилці» перенніалісти протиставляють непорушну спадщину божественного походження, «Первісну Традицію» (tradere — передавати), яка присутня від початку людства і кристалізується в різних об'явленнях або релігіях, які виступають за повернення людства до його творчого начала.
Перенніалісти стверджують, що різні традиції, попри їхні формальні відмінності, не тільки мають однакове божественне походження, але й містять однакові метафізичні принципи, пізнання яких підпадає під те, що можна назвати «філософією перенніса» (philosophia perennis). Цей вислів, що з'явився в епоху Відродження, зазвичай асоціюється з ім'ям філософа Лейбніца, який сам завдячує ним богослову 16-го століття Августину Стейхію. Однак цей філософський ідеал давніший, його можна знайти в платонізмі, в «Золотому ланцюгу» (сейрі) неоплатонізму, в патристичному Lex primordialis, а також пов'язати з ісламським Дін аль-Фітра та індуїстською Санатана Дхармою.

### Теорія еволюції
Традиціоналісти вважають, що ідея еволюції людини від інфра-людини (фр. infra-humaine) виникла лише завдяки раціональності, яка заперечує все, що виходить за межі природної сфери, включаючи надприродне. Ця раціональність простежується в сучасних філософіях, які процвітають на сумнівах. Отже, наукова спільнота, замкнена на традиційних доктринах і метафізиці, мусила створити філософію, яка б відповідала її обмеженому розумінню. Незважаючи на те, що деякі вчені визнають цю філософію гіпотетичною, вона отримала широке визнання, навіть суперечачи догматам Церкви. Традиціоналісти ставлять під сумнів те, як розум, здатний до мови, саморефлексії, моральних суджень і художньої творчості, міг виникнути з тваринної свідомості, позбавленої цих здібностей. Крім того, вони підкреслюють таємничість виникнення тваринного світу. На думку Фрітьофа Шуона, походження тварини не матеріальне, а є досконалим і нематеріальним архетипом. Цей архетип не потребує трансформаційної еволюції і походить з духовної сфери. Шуон стверджує, що траєкторія творення походить від Духа, джерела всіх можливостей, в результаті чого з'являються земні істоти. Цей процес відбувався протягом циклічного періоду, коли фізична і психічна сфери були тісно переплетені. Відповіддю на еволюціонізм є вчення про архетипи та ідеї, які проявляються через відлуння в первинній субстанції.

## Критика
Умберто Еко використовує термін «традиціоналізм» для позначення ідеологічного неприйняття сучасності при збереженні технологічного прогресу, який вона соціально підготувала або уможливила. Він визначає традиціоналізм як одну з 14 характеристик ур-фашизму (англ. Ur-Fascism). На відміну від концепції традиціоналізму Карла Маннгайма, яка передбачає повну відмову від суспільного оновлення, Еко не вимагає збереження домодерного стану, а радше бере за основу політичної ідеології, що виникли в модерні, такі як ідеологія крові та ґрунту (нім. Blut-und-Boden-Ideologie). Тому ідеї Ека більше схожа на концепцію «вигаданих традицій» та міфу. З іншого боку, у філософській школі традиціоналізму сам технологічний розвиток розглядається як головний симптом духовного занепаду. «Люди сьогодні хваляться все більшою мірою модифікацій, які вони нав'язують світу, і наслідком цього є те, що все стає все більш „штучним“» — каже Рене Генон у своїй праці «Криза сучасного світу».